# Yu Rongguang
Yu Rongguang aka Ringo Yu (chinesisch 于榮光 / 于荣光, Pinyin Yú Róngguāng, Jyutping Jyu1 Wing4gwong1; * 1958 in Peking) ist ein chinesischer Schauspieler und Stuntman, der seit den 1990er Jahren besonders durch seinen Film Iron Monkey größere Bekanntheit erlangt hat und auch in international bekannten Filmen mitwirkt.

## Karriere
Zuerst war Yu an der Peking Opera School, um dort Operngesang zu erlernen. Seine Laufbahn als Schauspieler begann 1985 mit dem Film Mumian jiasha, der keinen deutschen Titel erhielt. Ab den 1990er Jahren war er auch in Filmen zu sehen, die in außerasiatischen Ländern synchronisiert wurden, wie etwa 1990 in Der Krieger des Kaisers, was zu seinem ersten großen Karrieredurchbruch wurde. Auch durch sein Aussehen, er hat große Augen und dunklere Haut, zog er das Interesse mehrerer Filmregisseure aus China auf sich. 1991 erhielt Yu seine erste Rolle als Stuntman in Lianshou jingtan. Ein bekannter Film aus seiner frühen Zeit als Schauspieler ist Iron Monkey, für den er die Hauptrolle unter dem gleichen Namen übernahm.
Ab der Jahrtausendwende war Yu auch vermehrt in international populären Filmen zu sehen, wie beispielsweise 2000 in Shang-High Noon oder Musa – Der Krieger aus dem Jahre 2001. Für die Neuauflage von Karate Kid aus dem Jahre 1984, der in Deutschland ebenfalls unter dem Titel Karate Kid anlief, übernahm er die Rolle des Master Li. Neben ihm war als Martial-Arts-Kämpfer unter anderem auch Jackie Chan im Film vertreten.

## Filmografie (Auswahl)

### Darsteller
- 1985: The Holy Robe of the Shaolin Temple (Mumian jiasha)
- 1990: Der Krieger des Kaisers (Qin yong)
- 1991: Blutige Tränen und Liebesrache, auch Searing Passion (Xuelei qingchou)
- 1992: Belagerung der Shaolin, auch Deadend of Besiegers (Wulin sheng doushi)
- 1993: Taxi Hunter (Dishi panguan)
- 1993: China Swordsman (Dungfong Bat Bai: Fungwan joi hei)
- 1993: Iron Monkey (Siunin Wong Fei Hung ji: Titmalau)
- 1994: Shanghai Rumble, auch The Green Hornet (Qingfeng xia)
- 1994: Liebesgrüße aus Peking (Gwok chaan Ling Ling Chat)
- 1995: Lover of the Last Empress (Cixi mimi shenghuo)
- 1996: Big Bullet (Chung fung dui – Noufo gaaitau)
- 1999: Never Compromise (Jik ngo ze sei)
- 2000: Shang-High Noon (Shanghai Noon)
- 2001: Musa – Der Krieger (Musa)
- 2004: New Police Story (Xin jingcha gushi)
- 2005: Hongkong Crime Scene (Saamchahau)
- 2005: Der Mythos (Sanwa)
- 2008: Three Kingdoms – Der Kampf der drei Königreiche (Saam gwok dzi gin lung se gap)
- 2009: Mulan – Legende einer Kriegerin (Hua Mulan)
- 2010: Karate Kid (The Karate Kid)

### Stuntman
- 1991: Red Fists, auch Perfect Partners, Joint Investigation (Lianshou jingtan)

Quelle: Hong Kong Movie Database